# Zara Yaqob
Zara Yaqob, född 1399, död 1468, var kejsare av Etiopien mellan 1434 och 1468, under kejsarnamnet Kwestantinos I (Konstantin I av Etiopien). Han var gift med Helena av Etiopien, som ska ha haft stort politiskt inflytande. Han utnämnde sina döttrar och brorsdöttrar till guvernörer i åtta av rikets provinser. 